# Spider
Spider és un thriller psicològic dirigit per David Cronenberg, estrenat el 2002. Basat en la novel·la homònima de Patrick McGrath, que també va escriure el guió.
La pel·lícula es va estrenar al Festival Internacional de Cinema de Canes del 2002 i va tenir ressò només en alguns mitjans de comunicació; tanmateix, es va estrenar a unes quantes sales a finals d'any pel distribuïdor Sony Pictures Classics. No obstant això, la pel·lícula va gaudir de bona crítica, especialment per entusiastes de Cronenberg. La pel·lícula va obtenir el premi al Millor Director als canadencs premis Genie. Les estrelles de la pel·lícula Ralph Fiennes i especialment Miranda Richardson, van rebre uns quants premis per al seu treball a la pel·lícula.
Durant una sessió de preguntes i respostes a la Conferència Kodak el maig de 2005, Cronenberg va revelar que ni ell, ni Fiennes, ni Richardson, ni els productors van rebre cap classe de salari durant el rodatge de la pel·lícula. Tots van decidir renunciar als seus salaris, que van poder així ser utilitzats per finançar la producció.

## Argument
Spider és una exploració d'una ment esquizofrènica explicada a través dels ulls d'un fill que veu el seu pare assassinar la seva mare i canviar-la per la seva amant. Anys després, el fill, ara un home gran, és alliberat d'una institució mental i comença a reconstruir les seves memòries per recrear l'esdeveniment decisiu de la seva infantesa.
Els temes centrals de la pel·lícula inclouen la memòria i la poca confiança en ella. La pel·lícula també comparteix temes comuns amb altres pel·lícules de Cronenberg, incloent-hi la difuminada frontera entre realitat i al·lucinació. El personatge principal sovint es fica dins de les seves memòries.

## Comentari
David Cronenberg no abaixa el llistó i continua de ple amb aquest film emmarcat en la seva línia dura i més austera, que practica de fa temps i que l'ha portat a concebre títols de culte com ara Inseparables, The nacked lunch, Crash i la més recent Una història de violència. Adaptant la novel·la homònima de l'escriptor britànic Patrick McGrath, Cronenberg aprofita per abocar (sense contemplacions) els espectadors als abismes de la bogeria, a través d'aquest conte cruel sobre la malaltia mental d'un home que intenta reinserir-se socialment després de passar vint anys tancat en un manicomi. Però una teranyina de traumes i situacions límit abocaran el malalt esquizofrènic a viure un autèntic malson.

## Repartiment
- Ralph Fiennes com Dennis "Spider" Cleg
- Bradley Hall com Dennis "Spider" Cleg (jove)
- Miranda Richardson com Yvonne / Mrs. Cleg (mare de Dennis)
- Gabriel Byrne com Bill Cleg (pare de Dennis)
- Lynn Redgrave com Mrs. Wilkinson
- John Neville com Terrence